# Formule Palmer Audi
De Formule Palmer Audi (ook wel bekend als Palmer Audi en FPA) is een voormalig openwielracekampioenschap. Het kampioenschap werd in 1998 in het leven geroepen door voormalig Formule 1-coureur Jonathan Palmer. Het is een beginnersraceklasse gelijkwaardig aan de Formule Renault 2.0 en de Formule 3. Uit deze klasse komen veel talenten voort, zoals Champ Car-coureur Justin Wilson.

## De auto
Alle auto's zijn gelijkwaardig; zij worden gemaakt door Van Diemen. De motor is een 1,8 literviercilinder-Audi-motor met een vermogen van 300 pk. De auto haalt snelheden van meer dan 200 km/h. De carrosserie is gemaakt van aluminium. Een seizoen kost voor een coureur £ 55.000.

## Een FPA-raceweekend
Normaal duurt een raceweekend twee dagen, maar als de FPA een ondersteuningsrace is voor bijvoorbeeld de A1GP of de DTM, dan duurt het drie dagen. Na de vrije training zijn er twee kwalificatiesessies van 20 minuten. De coureurs mogen dan zelf weten hoeveel ronden ze rijden. De eerste kwalificatiesessie bepaalt de opstelling voor race 1, en de tweede sessie bepaalt de opstelling voor race 2.
Een race is 56 kilometer of 30 minuten lang. Als er drie races worden gehouden in een weekend bepaalt de snelste tijd uit race 2 de startopstelling voor race 3.
De eerste 19 krijgen de punten als volgt:
| Plaats | 1e | 2e | 3e | 4e | 5e | 6e | 7e | 8e | 9e | 10e | 11e | 12e | 13e | 14e | 15e | 16e | 17e | 18e | 19e |
| Punten | 24 | 20 | 18 | 16 | 15 | 14 | 13 | 12 | 11 | 10  | 9   | 8   | 7   | 6   | 5   | 4   | 3   | 2   | 1   |

Coureurs moeten finishen om punten te halen. Als ze uitvallen, krijgen ze geen punten, ook al eindigen ze in de top 19.
De coureurs moeten het hele weekend met één set Avon-banden doen. Alleen bij een lekke band, veel schade of voor de veiligheid mag een band vervangen worden. Als er alleen 'flat spots' op zitten, mogen ze niet worden vervangen.

## Circuits
De FPA rijdt op de volgende circuits:
| Land                         | Circuit                   |
| ---------------------------- | ------------------------- |
| Vlag van Verenigd Koninkrijk | Brands Hatch              |
| Vlag van Verenigd Koninkrijk | Silverstone               |
| Vlag van Verenigd Koninkrijk | Donington Park            |
| Vlag van Verenigd Koninkrijk | Snetterton                |
| Vlag van Verenigd Koninkrijk | Rockingham Motor Speedway |
| Vlag van Verenigd Koninkrijk | Oulton Park Circuit       |
| Vlag van Verenigd Koninkrijk | Castle Combe              |
| Vlag van Verenigd Koninkrijk | Thruxton Circuit          |
| Vlag van Verenigd Koninkrijk | Pembrey                   |
| Vlag van Ierland             | Mondello Park             |
| Vlag van Frankrijk           | Magny-Cours               |
| Vlag van Frankrijk           | Dijon-Prenois             |
| Vlag van Duitsland           | Nürburgring               |
| Vlag van België              | Spa-Francorchamps         |
| Vlag van Italië              | Monza                     |
| Vlag van Italië              | Mugello Circuit           |

## Herfstkampioenschap
In elk FPA-kampioenschap wordt in november een minicompetitie gehouden genaamd de 'Autumn Trophy'. Het kampioenschap bestaat uit twee weekenden van drie races. Het is een samenwerking tussen de FPA en de Team USA Scholarship, een programma om talent te vinden voor de Champ Car.

## Bekende FPA-coureurs
| Coureur            | Nationaliteit                |                                                          |
| ------------------ | ---------------------------- | -------------------------------------------------------- |
| Jolyon Palmer      | Vlag van Verenigd Koninkrijk | GP2 Series-kampioen 2014, Formule 1                      |
| Justin Wilson      | Vlag van Verenigd Koninkrijk | Formule 1 en Champ Car                                   |
| Gary Paffett       | Vlag van Verenigd Koninkrijk | DTM-kampioen 2005, McLaren F1-testcoureur                |
| Andy Priaulx       | Vlag van Verenigd Koninkrijk | World Touring Car Championship-kampioen 2005, 2006, 2007 |
| Robbie Kerr        | Vlag van Verenigd Koninkrijk | A1 Team Great Britain-coureur                            |
| Adam Carroll       | Vlag van Verenigd Koninkrijk | GP2 Series-coureur, A1 Team Ierland-coureur              |
| Giorgio Pantano    | Vlag van Italië              | GP2 Series- en Indy Racing League-coureur                |
| Björn Wirdheim     | Vlag van Zweden              | Formule 3000-kampioen 2003 en Champ Car-coureur          |
| Philip Giebler     | Vlag van Verenigde Staten    | A1 Team USA-coureur                                      |
| Jeroen Bleekemolen | Vlag van Nederland           | A1 Team The Netherlands- en DTM-coureur                  |
| Richard Lyons      | Vlag van Ierland             | Formule Nippon-kampioen 2004 and A1 Team Ierland-coureur |
| Felipe Maluhy      | Vlag van Brazilië            | Copa NEXTEL Stock Car-coureur                            |

## FPA-kampioenen
| jaar | Kampioenschap    | Autumn Trophy    |
| ---- | ---------------- | ---------------- |
| 1998 | Justin Wilson    | Geen             |
| 1999 | Richard Tarling  | Paul Edwards     |
| 2000 | Damien Faulkner  | Philip Giebler   |
| 2001 | Steve Warburton  | Geen             |
| 2002 | Adrian Willmott  | Ben Lewis        |
| 2003 | Ryan Lewis       | Jonathan Kennard |
| 2004 | Jonathan Kennard | Stephen Young    |
| 2005 | Joe Tandy        | Josh Weber       |
| 2006 | Jon Barnes       | Dane Cameron     |
| 2007 | Tim Bridgman     | Richard Keen     |
| 2008 | Jason Moore      | Niall Quinn      |
| 2009 | Richard Plant    |                  |
| 2010 | Nigel Moore      |                  |